# Licenciatura
La licenciatura es el título académico o grado académico que se obtiene tras realizar ciertos estudios de educación superior de  entre tres y seis años de duración. Por otro lado, cuando se obtiene esta titulación, quiere decir que se es una persona capacitada para cumplir una serie de tareas en un ámbito determinado, para poder ejercer laboralmente. 
El término deriva del latín medieval licenciatura, a su vez de licenciare, que quiere decir 'licenciar', es decir, 'autorizar'. El licenciado es quien se hace acreedor de una licencia, pero estas no deben jamás de confundirse con otra clase de licencias como la licencia de manejo expedida por algunas autoridades, ya que esta no constituye un título universitario (véase cédula profesional para el ejercicio de una profesión y su diferencia con un título universitario que constituye un grado académico). En términos generales, la licenciatura con toda la diversidad de nombres que recibe dependiendo el país es el equivalente al grado en una área del conocimiento, todos aquellos estudios realizados a posteriori reciben el nombre de posgrado. 

## Historia

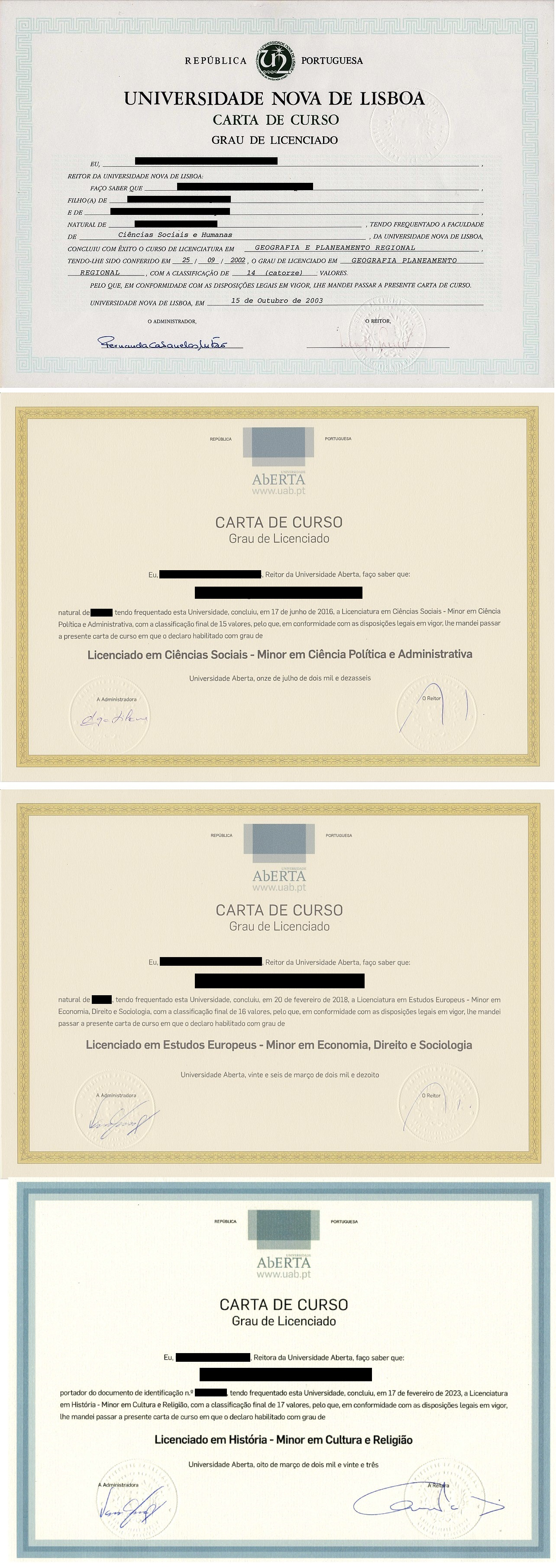
Ejemplos de Títulos de Licenciatura de universidades portuguesas

En la enseñanza antigua el grado de Licenciado se obtenía en las Escuelas Mayores de las universidades, y era más alto que el de Bachiller, que era también título universitario menor, que se estudiaba en las Escuelas Menores. Ambos títulos habilitaban para el ejercicio de una profesión (de forma análoga a las extintas Licenciatura y Diplomatura españolas).
En la Universidad de Salamanca se conservan los nombres de las Escuelas Mayores en un edificio histórico de la Universidad, frente al Patio de Escuelas, así como el recuerdo de los Colegios famosos, cuyos colegiales tenían a gala durante su vida exhibir el título de colegial de San Bartolomé o colegial de Santiago, por poner los más famosos.

### España
Hasta la implantación del Espacio Europeo de Educación Superior, en España la licenciatura era una titulación universitaria de entre cuatro y seis años de duración. Era una titulación de ciclo largo o dos ciclos, donde en el segundo se elegía entre distintas especializaciones, desde la que se podía acceder al doctorado (tercer ciclo). En ciertas facultades, se terminaban los estudios con un trabajo llamado tesina.

### Portugal
En Portugal, tanto antes como después de la reforma universitaria de Bolonia,  la Licenciatura sigue siendo un grado académico atribuido por las universidades y por los institutos politécnicos. Desde 2006 tiene, normalmente, una duración de tres años (o 180 ECTS), pero puede llegar hasta cuatro años (o 240 ECTS) en carreras como la Medicina, aunque no es suficiente para ejercer la profesión de Médico, ya que es necesario tener el máster.

## Actualidad

### En América Latina

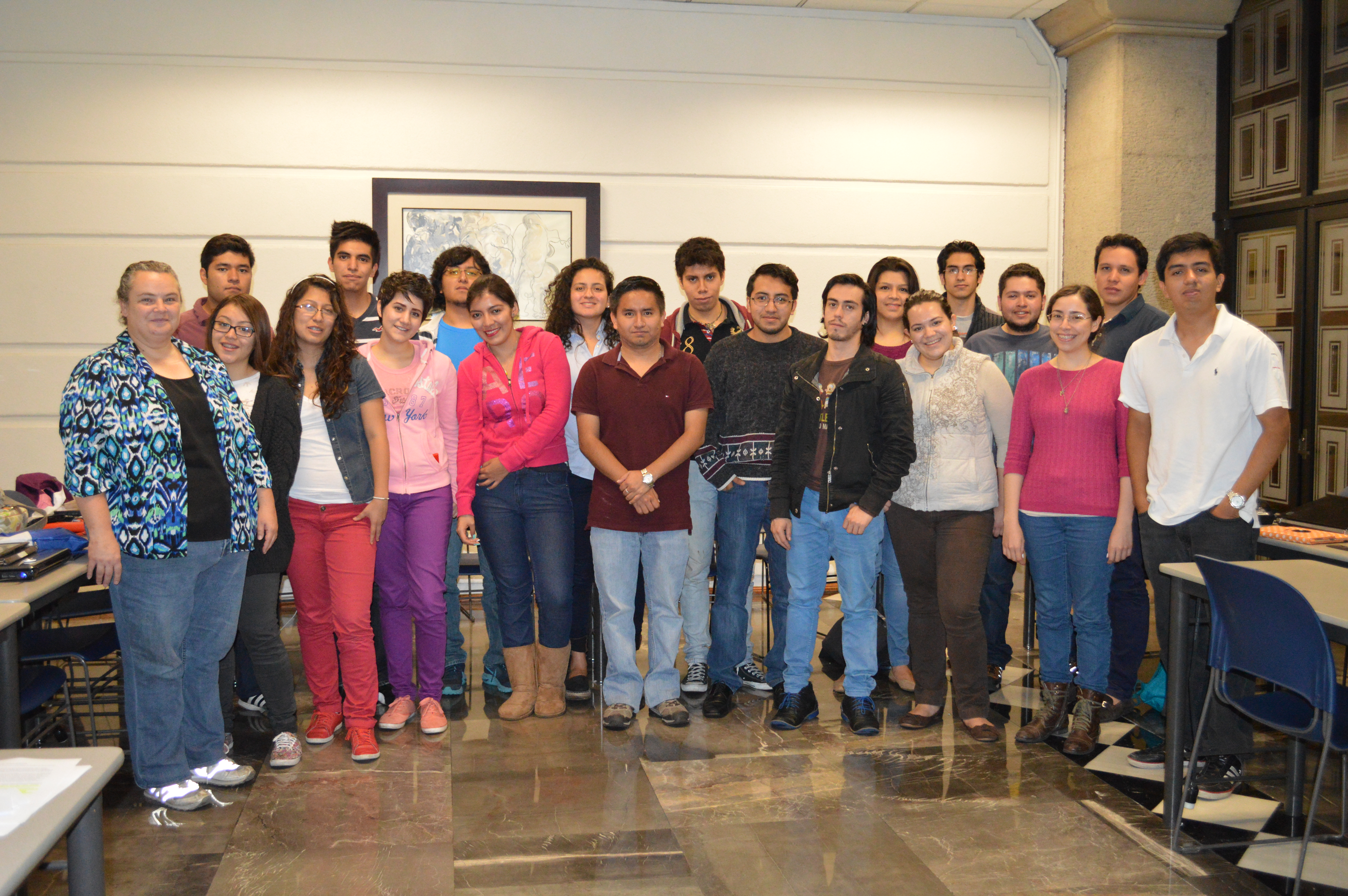
Alumnos de licenciatura en el ITESM al sur de la Ciudad de México que realizaron su servicio social editando Wikipedia (verano 2014).

En América Latina, la licenciatura es el título obtenido al terminar una carrera universitaria de entre tres y seis años de duración, incluida la nueva licenciatura en medicina, en la que generalmente se imparten más cursos generalistas que en una diplomatura donde se tiende a la especialización. Otra diferencia reseñable es que, en general, las licenciaturas se crean en torno a un área específica del saber (medicina, biología, física, química, matemáticas, ciencias sociales, literatura, Derecho, estadística, bellas artes, ciencias ambientales, producción de bioimagen, enfermería, psicología y otras), mientras que las diplomaturas y otras carreras de menor duración, como las tecnicaturas, se suelen configurar atendiendo a las necesidades de un oficio concreto (ingeniería técnica, por ejemplo). Las licenciaturas se imparten en las facultades.[cita requerida]
En muchas facultades, estos estudios se terminan con un trabajo. En América Latina, este trabajo puede ser una tesis (si es la investigación acerca de un problema específico) o una tesina (si es una investigación bibliográfica o monográfica sobre un asunto más general) o una práctica profesional (si se trata de la aplicación, en el ámbito laboral, de los conocimientos adquiridos en la carrera).[cita requerida]
En muchos países, uno de los requisitos para obtener la licenciatura es la realización del servicio social: la aplicación, sin recibir un salario o bien recibiendo uno muy pequeño, de los conocimientos adquiridos en el ámbito de lo laboral: en la misma escuela donde se estudió, por ejemplo.[cita requerida]

#### Argentina y Uruguay
En Argentina y Uruguay el grado de Licenciatura por el cual uno se convierte en licenciado. Es un título de grado de cuatro a seis años y requiere de la redacción y defensa formal de una tesis en algún área o tema de competencia.La tenencia de una licenciatura habilita  para ingresar a un programa de posgrado como una maestría o un doctorado.

#### En Colombia
En Colombia, la denominación licenciatura relaciona exclusivamente a todos los programas profesionales que conducen a la preparación docente en diversas áreas y equivale aproximadamente al título Bachelor of Education (B.Ed.) en el sistema educativo de los Estados Unidos. La principal diferencia es la inclusión de asignaturas y prácticas pedagógicas en el currículo de dichos programas. Al igual que en otros países, tienen duración de entre cuatro y seis años; sin embargo, confieren el permiso profesional para ejercer la enseñanza en el país. Las modalidades de trabajo de grado incluyen prácticas docentes e investigativas y también son conocidas como tesis. Todos los programas profesionales en el país tienen el nombre de pregrado; sin embargo, para el común de la población, este término denomina los programas diferentes a las licenciaturas: un pregrado de licenciatura en química es diferente a un pregrado en química, al igual que una licenciatura en matemáticas es diferente a un pregrado en matemáticas. Pese a tener un enfoque pedagógico, los licenciados también pueden actuar en otras áreas profesionales. También conviene distinguir entre licenciado, normalista y normalista superior, que también son titulaciones autorizadas para el ejercicio de la docencia.[cita requerida]
El conjunto de estudios de pregrado y postgrado pertenece a la educación superior, y se denominan globalmente estudios superiores.[cita requerida]
En la actualidad, la licenciatura se abrevia: Lic. (para ambos sexos, en la mayoría de los países hispanohablantes), Lcdo. (masculino, es decir, licenciado) y Lcda. (femenino, es decir, licenciada). En muchas instituciones académicas de muchos países hispanohablantes, sigue prevaleciendo el uso, en los documentos oficiales, del género masculino en los títulos académicos, aunque en la práctica cotidiana esté volviéndose más frecuente el uso del género específico para cada caso.[cita requerida]

### Otras Regiones

#### Finlandia y Suecia
En Finlandia y Suecia la licenciatura es un grado de postgrado que es la mitad de un doctorado, o sea dos años.

#### Hong Kong
En Hong Kong, la licenciatura es una calificación requerida para los médicos extranjeros en Hong Kong antes de que puedan registrarse en el Consejo Médico de Hong Kong y ejercer su profesión en el territorio.